# هرایزن سیتی (تگزاس)
هرایزن سیتی، تگزاس (به انگلیسی: Horizon City, Texas) یک شهر در ایالات متحده آمریکا با جمعیت ۱۶٬۷۳۵ نفر است که در تگزاس واقع شده‌است.

## موقعیت جغرافیایی
موقعیت جغرافیایی شهرها و مناطق اطراف به شرح زیر است: